# Museo Canadiense de la Naturaleza
El Museo Canadiense de la Naturaleza (en inglés, Canadian Museum of Nature, y en francés, Musée canadien de la nature) es el museo de historia natural de rango nacional de Canadá. Situado en la capital, Ottawa, las colecciones del museo están albergadas en el Edificio del Museo Conmemorativo de la Reina Victoria (Victoria Memorial Museum Building), en la intersección de las calles Metcalfe y McLeod.
Al igual que los demás museos nacionales de Canadá, el Museo Canadiense de la Naturaleza tiene el modo de funcionamiento de una corporación de la Corona británica (Crown's corporation), es decir que el museo es una entidad estatal.

## Historia
Antes de la fundación oficial del museo, las colecciones que lo iban a constituir habían sido originadas cuando en 1842 el gobierno de la Provincia Unida de Canadá fundó la Geological Survey of Canada («Comisión Geológica de Canadá»). Estas colecciones de geología, entre otras, sirvieron de base para la fundación en 1856 del National Museum of Canada («Museo Nacional de Canadá») que cambió varias veces de edificio hasta que en 1912 se lo instaló en un nuevo edificio, el Museo Conmemorativo de la Reina Victoria (Victoria Memorial Museum Building), construido entre 1905 y 1912. En 1956, cien años después de la fundación del Museo Nacional, la institución se dividió en dos museos: el Museo Nacional de Ciencias Naturales (National Museum of Natural Sciences) y el Museo Nacional del Hombre (National Museum of Man). En 1989 el Museo Nacional del Hombre, que entre tanto había sido renombrado como Canadian Museum of Civilization («Museo Canadiense de la Civilización») fue desalojado y enviado a Quebec, por lo que el Museo Nacional de Ciencias Naturales se quedó con la totalidad del Edificio del Museo Conmemorativo de la Reina Victoria. Fue al año siguiente, en 1990, cuando la nueva ley de museos de Canadá (Museums Act) concedió al Museo Nacional de Ciencias Naturales el estatus de Crown's corporation (entidad estatal canadiense) así como sus dos nuevos nombres oficiales: Canadian Museum of Nature en inglés y Musée canadien de la nature en francés («Museo Canadiense de la Naturaleza»).